# Lama (Barxa de Lor)
Lama (llamada oficialmente A Lama) es una aldea española situada en la parroquia de Barxa de Lor, del municipio de Puebla del Brollón, en la provincia de Lugo, Galicia.

## Geografía
Está situado a 331 metros de altitud, junto al río Lor, del que está separado por un fuerte desnivel.

## Demografía
| Gráfica de evolución demográfica de Lama entre 2000 y 2020 |
|                                                            |
| Datos según el nomenclátor publicado por el INE.           |